# Mistrzostwa Świata w Koszykówce Mężczyzn 1990
Mistrzostwa Świata w Koszykówce Mężczyzn 1990 odbyły się w dniach 8-20 sierpnia w dwóch miastach Argentyny. Zwyciężyła reprezentacja Jugosławii, pokonując w finale ZSRR. Trzecie miejsce zdobyła reprezentacja Stanów Zjednoczonych. Reprezentacja Polski nie brała udziału w finałach tych mistrzostw. MVP turnieju został Toni Kukoč.

## Areny
| Miasto          | Hala                                     | Pojemność |
| --------------- | ---------------------------------------- | --------- |
| Buenos Aires    | Luna Park                                | 16 000    |
| Córdoba         | Polideportivo Municipal                  | 4000      |
| Rosario         | Estadio Cubierto Newell's Old Boys       | 10 000    |
| Salta           | Estadio Ciudad de Salta Delmi            | 3000      |
| Santa Fe        | Estadio de la Facultad Regional Santa Fe | 5000      |
| Villa Ballester | Sociedad Alemana de Gimnasia             | 2000      |

## Faza grupowa

### Grupa A
| msc | Drużyna    | pkt. | zw. | por. | punkty zdobyte | punkty stracone | różnica |
| --- | ---------- | ---- | --- | ---- | -------------- | --------------- | ------- |
| 1   | Portoryko  | 6    | 3   | 0    | 248            | 224             | +24     |
| 2   | Jugosławia | 5    | 2   | 1    | 259            | 245             | +14     |
| 3   | Wenezuela  | 4    | 1   | 2    | 241            | 257             | -16     |
| 4   | Angola     | 3    | 0   | 3    | 231            | 253             | -22     |

| Jugosławia | 92 – 84 | Wenezuela  |
| Portoryko  | 78 – 75 | Angola     |
| Jugosławia | 92 – 79 | Angola     |
| Portoryko  | 88 – 74 | Wenezuela  |
| Portoryko  | 82 – 75 | Jugosławia |
| Wenezuela  | 83 – 77 | Angola     |

### Grupa B
| msc | Drużyna   | pkt. | zw. | por. | punkty zdobyte | punkty stracone | różnica |
| --- | --------- | ---- | --- | ---- | -------------- | --------------- | ------- |
| 1   | Brazylia  | 5    | 2   | 1    | 331            | 273             | +58     |
| 2   | Australia | 5    | 2   | 1    | 264            | 247             | +17     |
| 3   | Włochy    | 5    | 2   | 1    | 318            | 290             | +28     |
| 4   | Chiny     | 3    | 0   | 3    | 256            | 359             | -103    |

| Australia | 106 – 85  | Chiny     |
| Brazylia  | 125 – 109 | Włochy    |
| Brazylia  | 138 – 95  | Chiny     |
| Włochy    | 94 – 89   | Australia |
| Brazylia  | 69 – 68   | Australia |
| Włochy    | 115 – 76  | Chiny     |

### Grupa C
| msc | Drużyna           | pkt. | zw. | por. | punkty zdobyte | punkty stracone | różnica |
| --- | ----------------- | ---- | --- | ---- | -------------- | --------------- | ------- |
| 1   | Stany Zjednoczone | 6    | 3   | 0    | 344            | 247             | +97     |
| 2   | Grecja            | 5    | 2   | 1    | 316            | 272             | +44     |
| 3   | Hiszpania         | 4    | 1   | 2    | 308            | 298             | +10     |
| 4   | Korea Południowa  | 3    | 0   | 3    | 244            | 395             | -151    |

| Stany Zjednoczone | 103 – 95  | Grecja           |
| Hiszpania         | 130 – 101 | Korea Południowa |
| Stany Zjednoczone | 146 – 67  | Korea Południowa |
| Grecja            | 102 – 93  | Hiszpania        |
| Stany Zjednoczone | 95 – 85   | Hiszpania        |
| Grecja            | 119 – 76  | Korea Południowa |

### Grupa D
| msc | Drużyna   | pkt. | zw. | por. | punkty zdobyte | punkty stracone | różnica |
| --- | --------- | ---- | --- | ---- | -------------- | --------------- | ------- |
| 1   | ZSRR      | 6    | 3   | 0    | 289            | 234             | +55     |
| 2   | Argentyna | 5    | 2   | 1    | 255            | 250             | +5      |
| 3   | Kanada    | 4    | 1   | 2    | 252            | 254             | -2      |
| 4   | Egipt     | 3    | 0   | 3    | 209            | 267             | -58     |

| ZSRR      | 97 – 77  | Argentyna |
| Kanada    | 83 – 68  | Egipt     |
| Argentyna | 96 – 88  | Kanada    |
| ZSRR      | 102 – 76 | Egipt     |
| ZSRR      | 90 – 81  | Kanada    |
| Argentyna | 82 – 65  | Egipt     |

## Druga faza grupowa

### Grupa E
| msc | Drużyna           | pkt. | zw. | por. | punkty zdobyte | punkty stracone | różnica |
| --- | ----------------- | ---- | --- | ---- | -------------- | --------------- | ------- |
| 1   | Portoryko         | 6    | 3   | 0    | 262            | 234             | +28     |
| 2   | Stany Zjednoczone | 5    | 2   | 1    | 262            | 259             | +3      |
| 3   | Australia         | 4    | 1   | 2    | 252            | 259             | -7      |
| 4   | Argentyna         | 3    | 0   | 3    | 267            | 291             | -24     |

| Stany Zjednoczone | 104 – 100 | Argentyna         |
| Portoryko         | 89 – 79   | Australia         |
| Stany Zjednoczone | 79 – 78   | Australia         |
| Portoryko         | 92 – 76   | Argentyna         |
| Portoryko         | 81 – 79   | Stany Zjednoczone |
| Australia         | 95 – 91   | Argentyna         |

### Grupa F
| msc | Drużyna    | pkt. | zw. | por. | punkty zdobyte | punkty stracone | różnica |
| --- | ---------- | ---- | --- | ---- | -------------- | --------------- | ------- |
| 1   | Jugosławia | 6    | 3   | 0    | 282            | 230             | +52     |
| 2   | ZSRR       | 5    | 2   | 1    | 262            | 257             | +5      |
| 3   | Grecja     | 4    | 1   | 2    | 227            | 240             | -13     |
| 4   | Brazylia   | 3    | 0   | 3    | 274            | 318             | -44     |

| Jugosławia | 105 – 86  | Brazylia |
| ZSRR       | 75 – 57   | Grecja   |
| Jugosławia | 100 – 77  | ZSRR     |
| Grecja     | 103 – 88  | Brazylia |
| Jugosławia | 77 – 67   | Grecja   |
| ZSRR       | 110 – 100 | Brazylia |

## Faza pucharowa
|  |                   |                   |            |                   |    |       |       |       |
|  | Półfinały         | Półfinały         | Półfinały  |                   |    | Finał | Finał | Finał |
|  | Półfinały         | Półfinały         | Półfinały  |                   |    | Finał | Finał | Finał |
|  |                   |                   |            |                   |    |       |       |       |
|  |                   |                   |            |                   |    |       |       |       |
|  | ZSRR              | ZSRR              | 98         |                   |    |       |       |       |
|  | ZSRR              | ZSRR              | 98         |                   |    |       |       |       |
|  | Portoryko         | Portoryko         | 82         |                   |    |       |       |       |
|  | Portoryko         | Portoryko         | 82         |                   |    | ZSRR  | ZSRR  | 75    |
|  |                   |                   |            |                   |    | ZSRR  | ZSRR  | 75    |
|  |                   |                   | Jugosławia | Jugosławia        | 92 |       |       |       |
|  | Jugosławia        | Jugosławia        | Jugosławia | Jugosławia        | 92 | 99    |       |       |
|  | Jugosławia        | Jugosławia        |            |                   |    |       |       |       |
|  | Stany Zjednoczone | Stany Zjednoczone | 91         |                   |    |       |       |       |
|  | Stany Zjednoczone | Stany Zjednoczone | 91         | Mecz o 3. miejsce |    |       |       |       |
|  |                   |                   |            |                   |    |       |       |       |
|  |                   |                   |            |                   |    |       |       |       |
|  |                   |                   |            |                   |    |       |       |       |
|  | Portoryko         | Portoryko         | 105        |                   |    |       |       |       |
|  | Portoryko         | Portoryko         | 105        |                   |    |       |       |       |
|  | Stany Zjednoczone | Stany Zjednoczone | 107        |                   |    |       |       |       |
|  | Stany Zjednoczone | Stany Zjednoczone | 107        |                   |    |       |       |       |

## Nagrody
| Mistrz Świata 1990      |
| ----------------------- |
| Jugosławia TRZECI TYTUŁ |

| Najlepsza piątka turnieju |
| ------------------------- |
| Oscar Schmidt             |
| Toni Kukoč (MVP)          |
| Vlade Divac               |
| Kenny Anderson            |
| Federico López            |

## Klasyfikacja ostateczna
| Miejsce | Drużyna           |
| ------- | ----------------- |
| 1       | Jugosławia        |
| 2       | ZSRR              |
| 3       | Stany Zjednoczone |
| 4       | Portoryko         |
| 5       | Brazylia          |
| 6       | Grecja            |
| 7       | Australia         |
| 8       | Argentyna         |
| 9       | Włochy            |
| 10      | Hiszpania         |
| 11      | Kanada            |
| 12      | Wenezuela         |
| 13      | Angola            |
| 14      | Egipt             |
| 15      | Chiny             |
| 16      | Korea Południowa  |